# Konstandinos Baniotis
Konstandínos "Kostas" Baniótis (griechisch Κωνσταντίνος Μπανιώτης; * 6. November 1986 in Komotini) ist ein griechischer Leichtathlet, der sich auf den Hochsprung spezialisiert hat.

## Sportliche Laufbahn
Erste Erfahrungen bei internationalen Meisterschaften sammelte Konstandinos Baniotis im Jahr 2007, als er bei den U23-Europameisterschaften in Debrecen mit übersprungenen 2,14 m den zwölften Platz belegte. Anschließend nahm er an der Sommer-Universiade in Bangkok teil und erreichte dort mit 2,15 m Rang sieben. Im Jahr darauf gewann er bei den Balkan-Hallenmeisterschaften in Athen mit 2,14 m die Silbermedaille und qualifizierte sich im selben Jahr erstmals für die Teilnahme an den Olympischen Sommerspielen in Peking, bei denen er mit 2,10 m aber eine Finalteilnahme verpasste. 2009 gewann er bei den Balkan-Hallenmeisterschaften in Piräus mit einer Höhe von 2,25 m erneut die Silbermedaille und klassierte sich anschließend bei den Halleneuropameisterschaften in Turin mit 2,29 m auf dem sechsten Platz. Anfang Juli gewann er dann bei den Mittelmeerspielen in Pescara mit 2,28 m die Silbermedaille hinter dem Zyprer Kyriakos Ioannou, ehe er bei den Weltmeisterschaften in Berlin mit 2,24 m in der Qualifikationsrunde ausschied. Zum Saisonabschluss wurde er beim IAAF World Cup Final in Thessaloniki mit 2,22 m Siebter. 2010 belegte er bei den Europameisterschaften in Barcelona mit 2,23 m den achten Platz und im Jahr darauf wurde er bei den Halleneuropameisterschaften in Paris mit einem Sprung über 2,32 m Vierter. Anfang Juli gewann er bei den Balkan-Meisterschaften in Sliwen mit 2,20 m die Bronzemedaille und anschließend verpasste er bei den Weltmeisterschaften in Daegu mit 2,28 m den Finaleinzug. 2012 folgte ein vierter Platz bei den Hallenweltmeisterschaften in Istanbul mit 2,31 m. Ende Juni schied er dann bei den Europameisterschaften in Helsinki mit 2,19 m in der Vorrunde aus und nahm daraufhin erneut an den Olympischen Sommerspielen in London teil und schied dort mit 2,21 m in der Qualifikationsrunde aus. 
2013 klassierte er sich bei den Halleneuropameisterschaften in Göteborg mit 2,19 m auf dem neunten Platz und siegte dann Ende Juni mit übersprungenen 2,34 m bei den Mittelmeerspielen in Mersin. Anschließend gelangte er bei den Weltmeisterschaften in Moskau mit 2,25 m im Finale auf Platz neun und wurde zum Saisonabschluss mit 2,33 m Zweiter bei Weltklasse Zürich. Im Jahr darauf scheiterte er bei den Europameisterschaften in Zürich mit 2,15 m in der Vorrunde und auch bei den Halleneuropameisterschaften 2015 in Prag verpasste er mit 2,24 m den Finaleinzug. Anfang August gewann er dann bei den Pitești mit 2,24 m die Bronzemedaille und erreichte kurz darauf bei den Weltmeisterschaften in Peking das Finale und platzierte sich dort mit einer Höhe von 2,20 m auf dem 14. Platz. Im Jahr darauf wurde er bei den Hallenweltmeisterschaften in Portland mit 2,29 m Fünfter und beim Diamond League Meeting in Rabat Ende Mai wurde er mit 2,25 m Dritter. Ende Juni gewann er dann bei den Balkan-Meisterschaften in Pitești mit übersprungenen 2,23 m die Silbermedaille und wurde kurz darauf bei den Europameisterschaften in Amsterdam mit 2,24 m. Er startete daraufhin zum dritten Mal bei den Olympischen Sommerspielen in Rio de Janeiro und verpasste mit 2,22 m erneut die Finalteilnahme.
2017 siegte er mit 2,17 m bei den Balkan-Meisterschaften in Novi Pazar und im Jahr darauf siegte er mit einem Sprung über 2,22 m bei den Balkan-Hallenmeisterschaften in Istanbul. Ende Juni gewann er bei den Mittelmeerspielen in Tarragona mit 2,23 m die Silbermedaille hinter dem Syrer Majd Eddin Ghazal und gewann anschließend bei den Balkan-Meisterschaften in Stara Sagora mit 2,21 m die Bronzemedaille, ehe er bei den Europameisterschaften in Berlin mit übersprungenen 2,19 m den zehnten Platz belegte. 2019 gewann er bei den Halleneuropameisterschaften in Glasgow mit 2,26 m überraschend die Silbermedaille hinter dem Italiener Gianmarco Tamberi und 2020 wurde er bei den Balkan-Hallenmeisterschaften in Istanbul mit 2,18 m Vierter, wie auch bei den Balkan-Meisterschaften im Jahr darauf in Smederevo mit 2,19 m.
In den Jahren von 2007 bis 2013 sowie 2015 und 2016, 2018, 2019 und 2021 wurde Baniótis griechischer Meister im Hochsprung im Freien sowie 2009, von 2011 bis 2013, 2016 und von 2018 bis 2020 auch in der Halle.

## Persönliche Bestzeiten
- Hochsprung: 2,34 m, 27. Juni 2013 in Mersin
  - Hochsprung (Halle): 2,33 m, 13. Februar 2016 in Piräus